# Clea helena
Clea helena (лат.) — пресноводный брюхоногий моллюск из семейства Nassariidae, обитающий в Юго-Восточной Азии.

## Описание
Раковина моллюска конической формы, её длина составляет от 18 до 28 мм, а диаметр от 7 до 13 мм. Основная окраска от жёлтого до оливково-коричневого цвета с одной-тремя спиральными полосами коричневого цвета. Форма раковины, цветовая окраска и рисунок сильно варьируют в пределах вида. Стенка раковины твёрдая и непрозрачная, состоит из шести-восьми завитков. Устье раковины относительно большое, овальной формы. Тело моллюска коричневого цвета, относительно большая нога белого цвета. Щупальца слегка согнуты. Глаза расположены у основания щупалец. Радула содержит три зуба в поперечном ряду. Центральный зуб имеет семь вершин, из которых одна-три могут отсутствовать. Боковые зубы имеют три вершины, одну большую изогнутую вверху и две небольших. Имеется миндалевидный оперкулум, закрывающий отверстие раковины.

## Распространение
Вид широко распространён в Юго-Восточной Азии (Индонезия, Малайзия, Таиланд). Моллюск обитает в проточных и стоячих водоёмах. Он живёт в основном на дне, предпочитая мелкозернистый субстрат, а также на твёрдом грунте.

## Питание
Питается в основном падалью, а также другими водными моллюсками и их яйцами, а также червями.

## Размножение
Животные раздельнополые. Самец оплодотворяет самок. Через несколько дней яйца откладываются на твёрдых субстратах, часто в кладке только одно яйцо. В зависимости от температуры детёныши вылупляются через 2—6 недель.

## Значение
Clea helena является популярным животным в пресноводных аквариумах, которое используется для контроля за популяцией моллюсков.